# Kauhaneva-Pohjankangas nationalpark
Kauhaneva–Pohjankangas nationalpark (finska Kauhanevan–Pohjankankaan kansallispuisto) är en nationalpark vid Kauhajoki och Karvia på gränsen mellan Södra Österbotten och norra Satakunda i Finland. Kauhaneva–Pohjankanga ligger sydväst om åsen Suomenselkä på 160–177 meter över havet.
Reservatets landskap är tydligt tudelat. Det domineras av torra, talldominerade moskogar och av många öppna mossar, av vilka den mest betydande är Kauhaneva. Kauhaneva är Södra Österbottens största ombrogena högmosse. Tillsammans med Kampinkeidas, som ligger på dess nordvästra sida, bildar den ett myrområde som är av betydelse även internationellt sett.
Nationalparken inrättades 1982 och täcker ungefär 62 kvadratkilometer.

## Fotnoter
1. ↑   ombrogen – torvmark som bildas helt utan påverkan av grundvatten och markvatten, endast genom nederbörd. [2]

## Kyrönkangas väg
Nationalparken genomkorsas av Kyrönkangas väg, en väg som redan omnämns på 1500-talet och därför tillhör Finlands äldsta vägnät. Vägen var på den tiden bara en stig, men blev sedan ridväg och sedermera också viktig postväg och förbindelse mellan Österbotten och södra Finland. Numera är vägen att se som en vandrings- och cykelled och klassas som officiell museiväg.[källa behövs]

## Geopark
Kauhaneva-Pohjankangas nationalpark upptogs tillsammans med Lauhanvuori nationalpark på Unescos lista över globala geoparker under namnet Lauhanvuori–Hämeenkangas UNESCO Global Geopark år 2020.